# Oxytenanthera abyssinica
Oxytenanthera abyssinica är en gräsart som först beskrevs av Achille Richard, och fick sitt nu gällande namn av William Munro. Oxytenanthera abyssinica ingår i släktet Oxytenanthera och familjen gräs. Inga underarter finns listade i Catalogue of Life.